# 1761 en droit
Cet article présente les faits marquants de l'année 1761 en droit.

## Événements
- 6 août, Venise : l’avocat Angelo Querini (it), qui réclame la restriction des pouvoirs du Conseil des Dix et l'élargissement de la base du pouvoir, est arrêté par l'Inquisition, ce qui déclenche un mouvement de contestation (fin en 1762)[1].

- 21 septembre : exécution du père jésuite Gabriel Malagrida[2]. Il est la dernière victime condamnée à mort par l’Inquisition au Portugal.

## Décès
- 25 août : Giuseppe Aurelio di Gennaro, jurisconsulte italien, professeur de droit à l'université de Naples (° 1701).